# Dixville (New Hampshire)
Dixville è una township della contea di Coos, New Hampshire, Stati Uniti. La popolazione era di 12 abitanti al censimento del 2010. Dixville è la sede del Dixville Notch State Park e del Balsams Grand Resort Hotel. Fa parte dell'area micropolitana di Berlin.

## Geografia fisica
Secondo lo United States Census Bureau, ha un'area totale di 2,71 mi² (7,02 km²).

## Storia
Dixville fu concessa dal legislatore a Timothy Dix Jr. nel 1805 e conteneva circa 29 340 acri (118,7 km²); il prezzo era di $4500. Venne organizzata per scopi di voto nel 1960, e il villaggio di Dixville Notch è comunemente noto come il primo posto a dichiarare i risultati nelle elezioni presidenziali statunitensi. La concessione originale comprendeva la porzione orientale (a nord di Wentworth's Location) ora nota separatamente come Dix's Grant.

## Società

### Evoluzione demografica
Secondo il censimento del 2010, la popolazione era di 12 abitanti.

### Etnie e minoranze straniere
Secondo il censimento del 2010, la composizione etnica della township era formata dal 75,0% di bianchi, lo 0,0% di afroamericani, lo 0,0% di nativi americani, il 25,0% di asiatici, lo 0,0% di oceaniani, lo 0,0% di altre razze, e lo 0,0% di due o più etnie. Ispanici o latinos di qualunque razza erano lo 0,0% della popolazione.